# Calorileya cearae
Calorileya cearae är en stekelart som beskrevs av Crawford 1910. Calorileya cearae ingår i släktet Calorileya och familjen kragglanssteklar. Inga underarter finns listade.